# André Vellozo
André Vellozo (Brasília, 29 de mayo de 1969) es un empresario e inventor brasileño y defensor de los derechos de propiedad de los datos. Es el fundador y director ejecutivo de DrumWave Inc., con sede en Palo Alto, California.  También es miembro fundador de la Reserva Internacional de Datos, en Baar, Suiza.  
Vellozo ha recibido premios de innovación en Brasil, Hong Kong y Estados Unidos. Además, fue elegido en 2022 como uno de los 100 latinoamericanos más influyentes del mundo y, en 2023, como los 100 mayores innovadores de América Latina. 

## Carrera
Desde 2011, Vellozo ha discutido con empresas y gobiernos la promoción de los derechos de propiedad de los datos. Aboga por los derechos de propiedad de los datos como solución a los problemas de privacidad y la regulación de la inteligencia artificial. 
En abril de 2021, Vellozo presentó la primera versión de una plataforma de billetera de datos a Roberto Campos Neto, presidente del Banco Central de Brasil, y a la Junta, compartiendo sus conocimientos sobre la dinámica de la monetización de datos y cómo puede ayudar a reducir los costos financieros y digitales. asimetría. Campos Neto lideró la reciente innovación empresarial y tecnológica con PIX, la popular plataforma de pago instantáneo de Brasil, y demostró su apoyo en la creación de la infraestructura para la nueva economía de datos.   
El aporte de DrumWave, empresa fundada por Vellozo, ayudó a desarrollar el PLP 234/2023, presentado a la Cámara de Diputados el 1 de noviembre de 2023. El proyecto tiene como objetivo establecer el Ecosistema Brasileño de Monetización de Datos, así como cambios a la Ley General de Protección de Datos (LGPD), para permitir a los brasileños monetizar sus datos.  

## Vida personal
Vellozo nació en Brasilia, hijo de Robinson de Oliveira Luz y Beatriz Helena Vellozo Luz. Muchas de las pasiones de Vellozo surgieron en la intersección de las diversas profesiones y campos de influencia de su familia, incluida la banca, las publicaciones, el gobierno, el periodismo y las artes.[cita requerida]

## Publicaciones
- "The New Nature of Data - On Regenerating Economies" - ISBN 978-1-7377487-0-0” (c. 2021)[cita requerida]
- “Nobody Likes to Lose” - ISBN 978-1-7377487-1-7” (c.2022)[cita requerida]